# Ryan Alebiosu
Ryan Alebiosu (Londra, 7 dicembre 2001) è un calciatore inglese, difensore del Blackburn Rovers.

## Carriera
Alebiosu è entrato a far parte del settore giovanile dell'Arsenal nel 2010 e dieci anni più tardi ha firmato il suo primo contratto professionistico. Nel gennaio 2022 è stato ceduto in prestito al Crewe Alexandra dove il 1º febbraio ha giocato il suo primo incontro ufficiale contro il Gillingham in Football League One. Nel luglio 2022 è stato ceduto nuovamente in prestito al Kilmarnock in Scozia, dove ha giocato 29 incontri.
Il 6 settembre 2023 è stato ceduto a titolo definitivo al Kortrijk, club con il quale nell'arco di una stagione e mezzo ha giocato complessivamente 25 partite nella prima divisione belga; ha poi trascorso la seconda metà della stagione 2024-2025 in prestito al St. Mirren, club con il quale ha disputato 13 partite nella prima divisione scozzese. Nell'estate del 2025 si trasferisce a titolo definitivo al Blackburn Rovers, club della seconda divisione inglese.

## Statistiche

### Presenze e reti nei club
Statistiche aggiornate al 17 maggio 2023.
| Stagione        | Squadra         | Campionato      | Campionato | Campionato | Coppe nazionali | Coppe nazionali | Coppe nazionali | Coppe continentali | Coppe continentali | Coppe continentali | Altre coppe | Altre coppe | Altre coppe | Totale | Totale | Totale |
| Stagione        | Squadra         | Comp            | Pres       | Reti       | Comp            | Pres            | Reti            | Comp               | Pres               | Reti               | Comp        | Pres        | Reti        | Pres   | Reti   |        |
| --------------- | --------------- | --------------- | ---------- | ---------- | --------------- | --------------- | --------------- | ------------------ | ------------------ | ------------------ | ----------- | ----------- | ----------- | ------ | ------ | ------ |
| gen.-giu. 2022  | Crewe Alexandra | FL1             | 6          | 0          | FACup+CdL       | 0               | 0               |                    | -                  | -                  | FLT         | 0           | 0           | 6      | 0      |        |
| 2022-2023       | Kilmarnock      | PL              | 23         | 0          | CS+CdL          | 2+4             | 0               |                    | -                  | -                  |             | -           | -           | 29     | 0      |        |
| 2023-2024       | Kortrijk        | D1              | 12         | 0          | CB              | 0               | 0               |                    | -                  | -                  |             | -           | -           | 12     | 0      |        |
| 2024-gen. 2025  | Kortrijk        | D1              | 13         | 0          | CB              | 0               | 0               |                    | -                  | -                  |             | -           | -           | 13     | 0      |        |
| gen.-giu. 2025  | St. Mirren      | SP              | 13         | 0          | CS              | 1               | 0               |                    | -                  | -                  |             | -           | -           | 14     | 0      |        |
| Totale carriera | Totale carriera | Totale carriera | 67         | 0          |                 | 7               | 0               |                    | -                  | -                  |             | 0           | 0           | 74     | 0      |        |